# مراکز پزشکی در ایالات متحده آمریکا

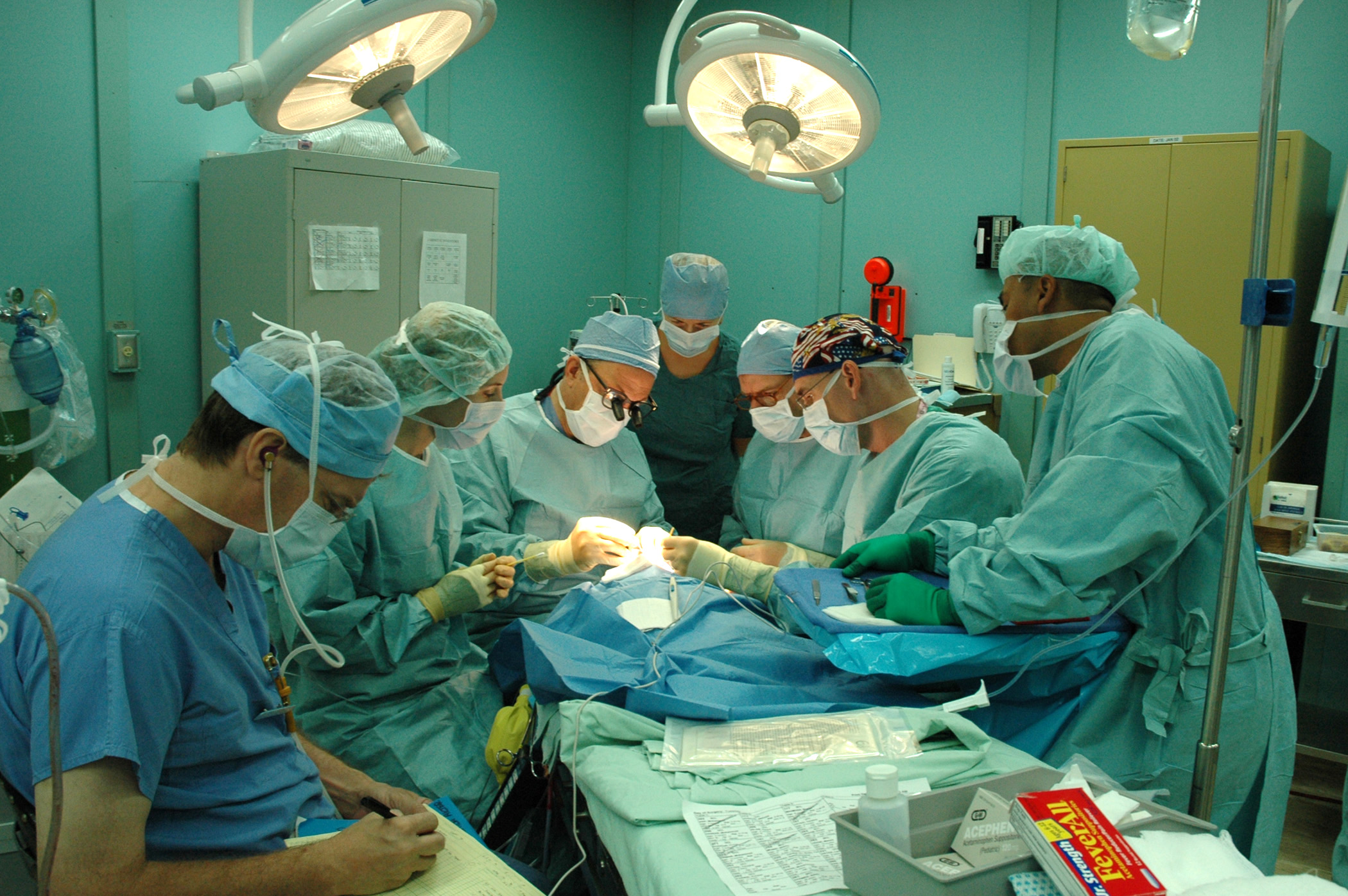
یک تیم پزشکی مشغول به جراحی بر روی یک بیمار از کشور بنگلادش، در درون یک ناو دریایی متعلق به نیروی دریایی آمریکا.

در ایالات متحده آمریکا، مراکز درمانی و پزشکی مخلوطی از مراکز درمانی دولتی و خصوصی هستند. به‌طور مثال، برخی مراکز پزشکی همانند مراکز اداره کل بهداشت سربازان بازنشسته به‌طور کامل دولتی هستند، در حالیکه بسیاری از مراکز دیگر (همانند مثلاً سامانهٔ بیمارستان مموریال-هرمن) کاملاً به صورت خصوصی عمل می‌کنند. برخی مراکز درمانی دیگر نیز (همانند مثلاً بیمارستان شراینرز برای کودکان) غیر انتفاعی و وقفی هستند، و برخی دیگر از مراکز (همانند بیمارستان تحقیقاتی اطفال سنت جود) بر جوانب تخصصی مشخصی تأکید ویژه‌ای دارند. قوانین و اساس‌نامه‌های فنی این مراکز از ایالت به ایالت و از مؤسسه به مؤسسه تفاوت می‌کند. برخی از این مراکز وابستهٔ مستقیم دانشگاهی هستند (مثل مثلاً مرکز پزشکی دانشگاه تگزاس شعبه جنوب‌غربی)، در حالیکه برخی دیگر (مثل مرکز سرطان مموریال اسلون-کترینگ) موسساتی مستقل هستند، و برخی دیگر از این مراکز مجموعه‌ای گسترده از موسسات متفاوت هستند که از هر دو نوع مذکور هستند (مثل مثلاً مرکز پزشکی جنوب تگزاس که از مخلوطی از چهل‌واندی مرکز درمانی در یک ناحیهٔ شهری تشکیل یافته).

## مراکز ملی

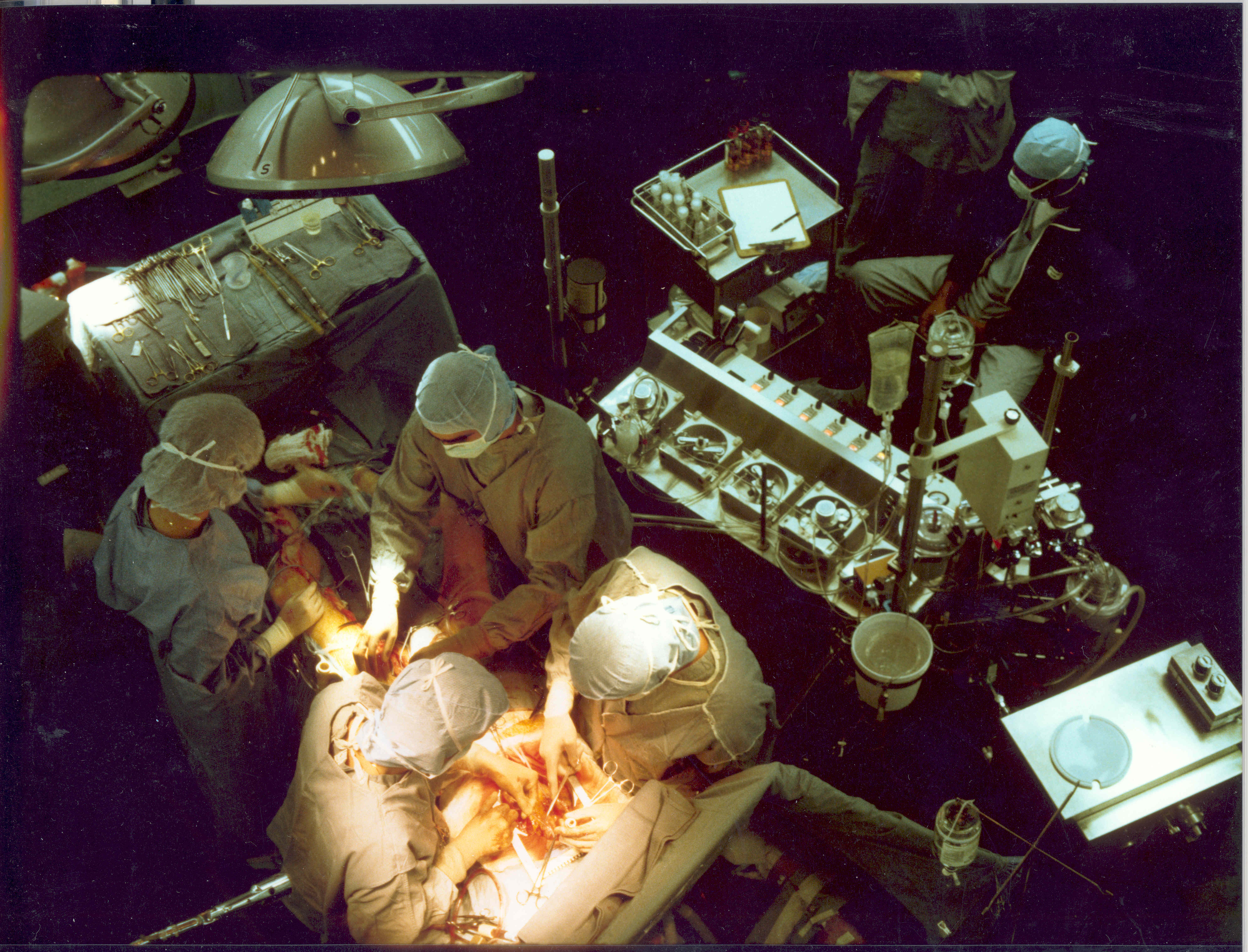
عمل جراحی قلب در موسسات ملی بهداشت ایالات متحده آمریکا

از میان مراکز درمان و بهداشت در آمریکا، شاید بتوان مراکز زیر را مهمترین مراکز در سطح سرتاسری در کشور از لحاظ وسعت و شهرت (بدون ترتیب خاصی) دانست:

### جانز هاپکینز
این مرکز درمان و پزشکی در بالتیمور قرار دارد، و از لحاظ شهرت دانشکده علوم پزشکی دانشگاه جانز هاپکینز در جهان در مقام منحصر به فردی قرار دارد. نزدیکی این مرکز درمانی به موسسات ملی بهداشت ایالات متحده آمریکا در مریلند نیز یک مزیت مسلم این مرکز است. این دو مرکز درمانی-پژوهشی و ۳۸۰ مؤسسه و شرکت وابسته به آن‌ها در این ایالت، به تنهایی ۸٪ از کل بازار فناوری علوم پزشکی و زیست-فناوری ایالات متحده آمریکا را در اختیار دارند.

### مِیو کلینیک
هسته مرکزی این مجموعهٔ درمانی (که در مینه‌سوتا قرار دارد)، مِـیو کلینیک است. شهرت مِیو کلینیک در نحوهٔ منحصر به فرد آن در اداره کردن یک مرکز درمانی موفق با راندمان و کارایی بالا است، به‌طوری‌که توسط باراک اوباما به عنوان یکی از دو «مراکز درمانی الگو» در آمریکا معرفی شده‌اند.

### کلینیک کلیولند
این مجموعهٔ درمانی در شهر کلیولند در اوهایو قرار دارد، و در حیطهٔ تخصص‌های قلب و عروق از موسسات بی‌همتای جهان است. این مرکز (بهمراه کلینیک میو) توسط باراک اوباما به عنوان یکی از دو «مراکز درمانی الگو» در آمریکا معرفی شده‌اند.

### مرکز پزشکی تگزاس
این مرکز پزشکی بزرگترین تجمع مراکز درمانی جهان در یک نقطه است. ۱۳ بیمارستان و نزدیک به ۱۰ دانشگاه و ده‌ها مؤسسه درمانی-پژوهشی در یک منطقه در جنوب شهر هیوستون گردهم آمده‌اند تا پذیرای بیش از ۵ میلیون و یکصدهزار بیمار در سال باشند.

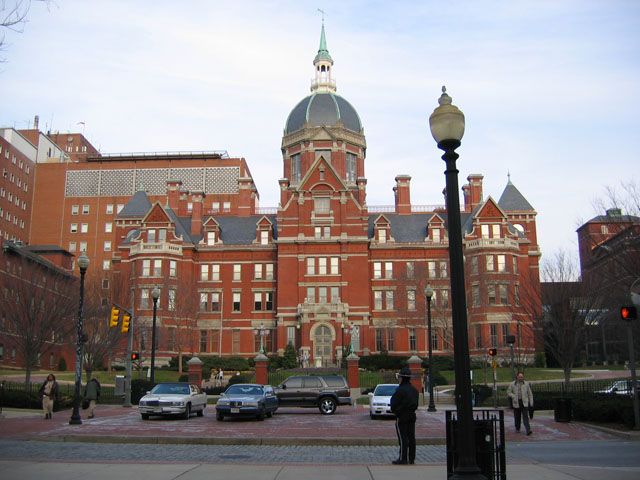
ساختمان قدیمی بیمارستان جانز هاپکینز
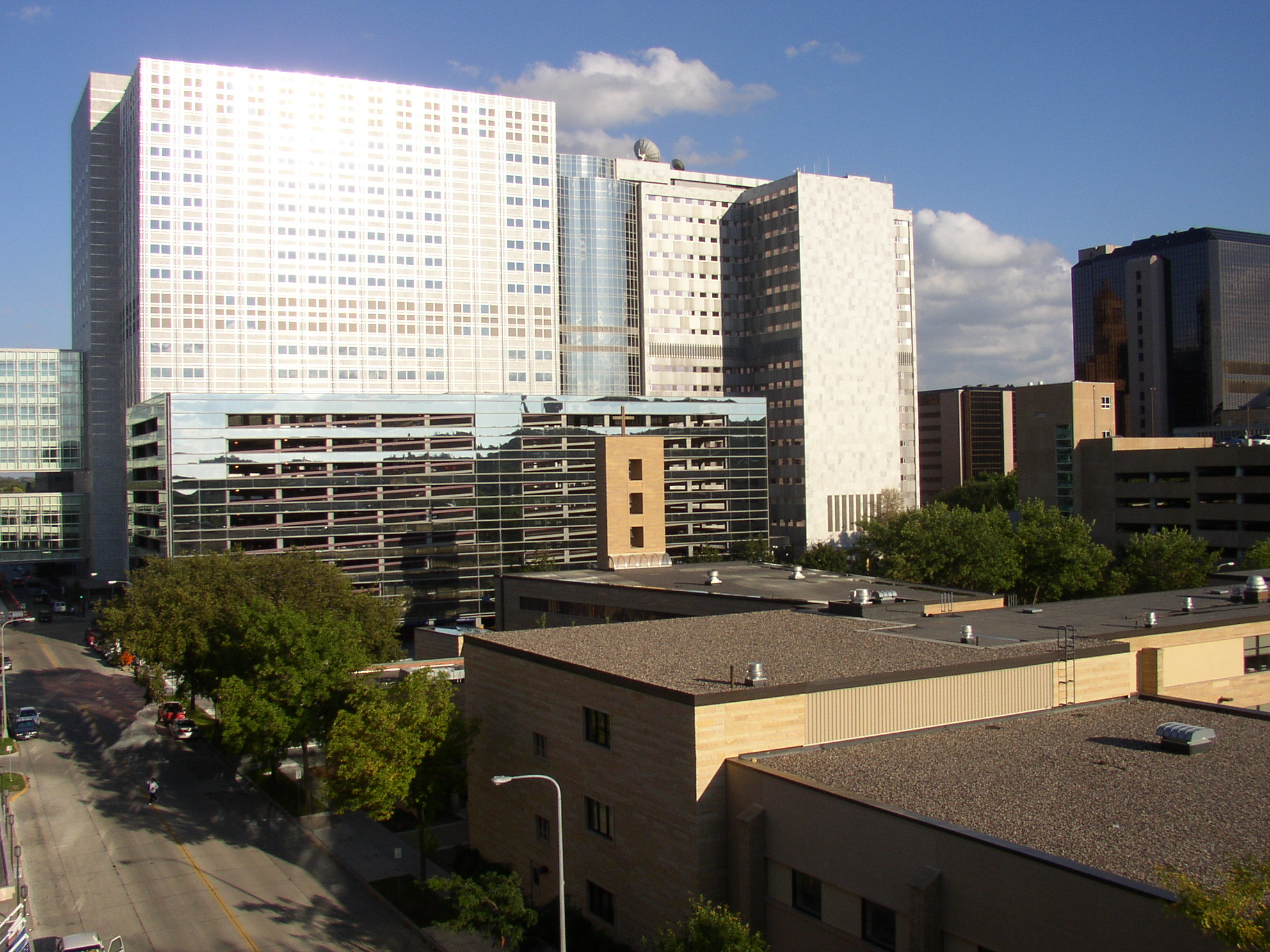
کلینیک میو
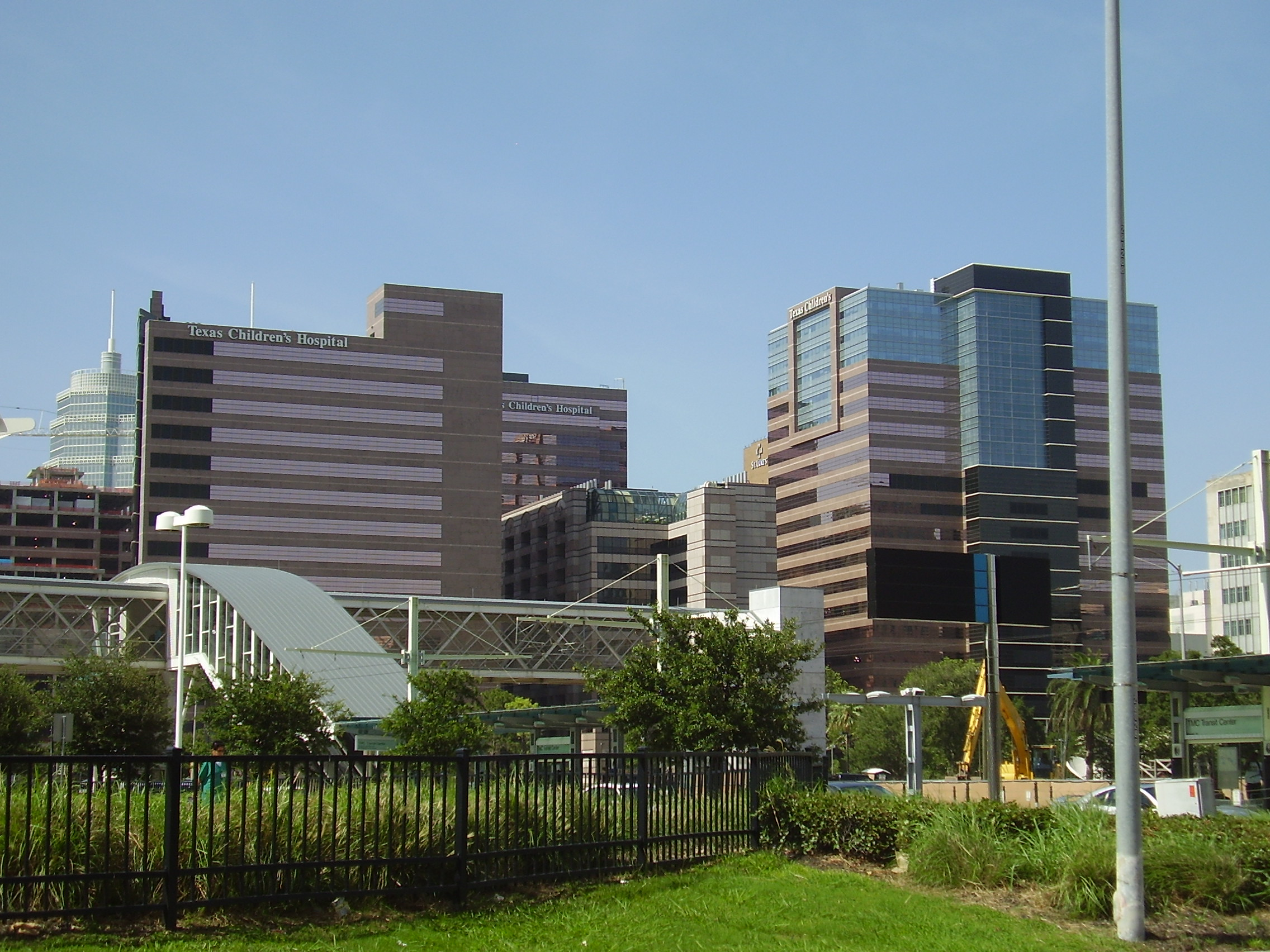
ساختمان‌های بیمارستان کودکان تگزاس در مرکز پزشکی تگزاس

### ماساچوستس جنرال
هسته مرکزی این مجموعه درمانی بیمارستان عمومی ماساچوست است. این مرکز درمانی مهمترین و مشهورترین مرکز درمانی در ایالت‌های نیو انگلند آمریکا است. دانشکده پزشکی دانشگاه هاروارد نقطه محرک اصلی این مرکز است.

### نیویورک پرزبترین
مرکز درمانی نیویورک پرزبترین (New York Presbyterian) مهمترین مجموعه درمانی منطقه نیویورک است، و از پنج مرکز درمانی (از جمله مراکز پرشکی دانشگاه کرنل و دانشگاه کلمبیا و موسسات وابسته آنها) تشکیل شده‌است. این مرکز درمانی امروزه بزرگترین مرکز استخدامی خصوصی در سطح شهر نیویورک است.

### مرکز پزشکی یوسی‌اس‌اف
دانشگاه کالیفرنیا در سانفرانسیسکو به حدی وسعت، شهرت و اعتبار دارد که خود به تنهایی یکی از مراکز اصلی درمان و پزشکی کشور آمریکا محسوب می‌گردد. این مرکز درمانی در تحقیقات بیماری‌هایی چون ایدز دارای شهرت بی‌رقیبیست.

### مرکز پزشکی رونالد ریگان یوسی‌ال‌ای
هسته مرکزی این مجموعه درمانی، بیمارستان و دانشکده پزشکی دیوید گفن دانشگاه کالیفرنیا در لس آنجلس است. این مرکز درمانی (بهمراه مرکز درمانی دانشکده کک دانشگاه جنوب کالیفرنیا) مهمترین و مشهورترین مرکز درمانی در لس آنجلس است.

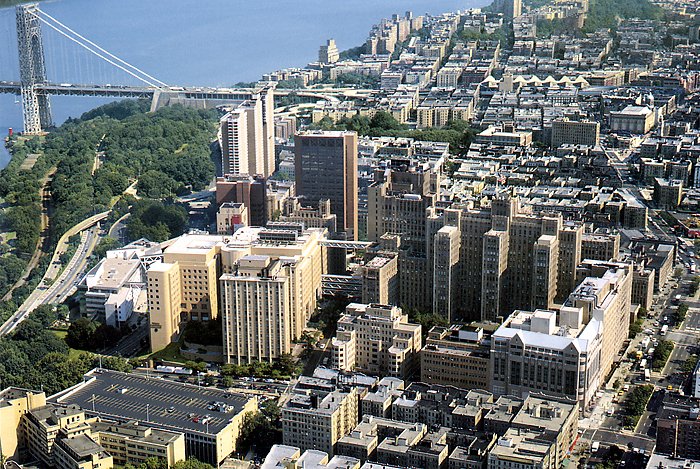
مرکز پزشکی نیویورک پرزبترین
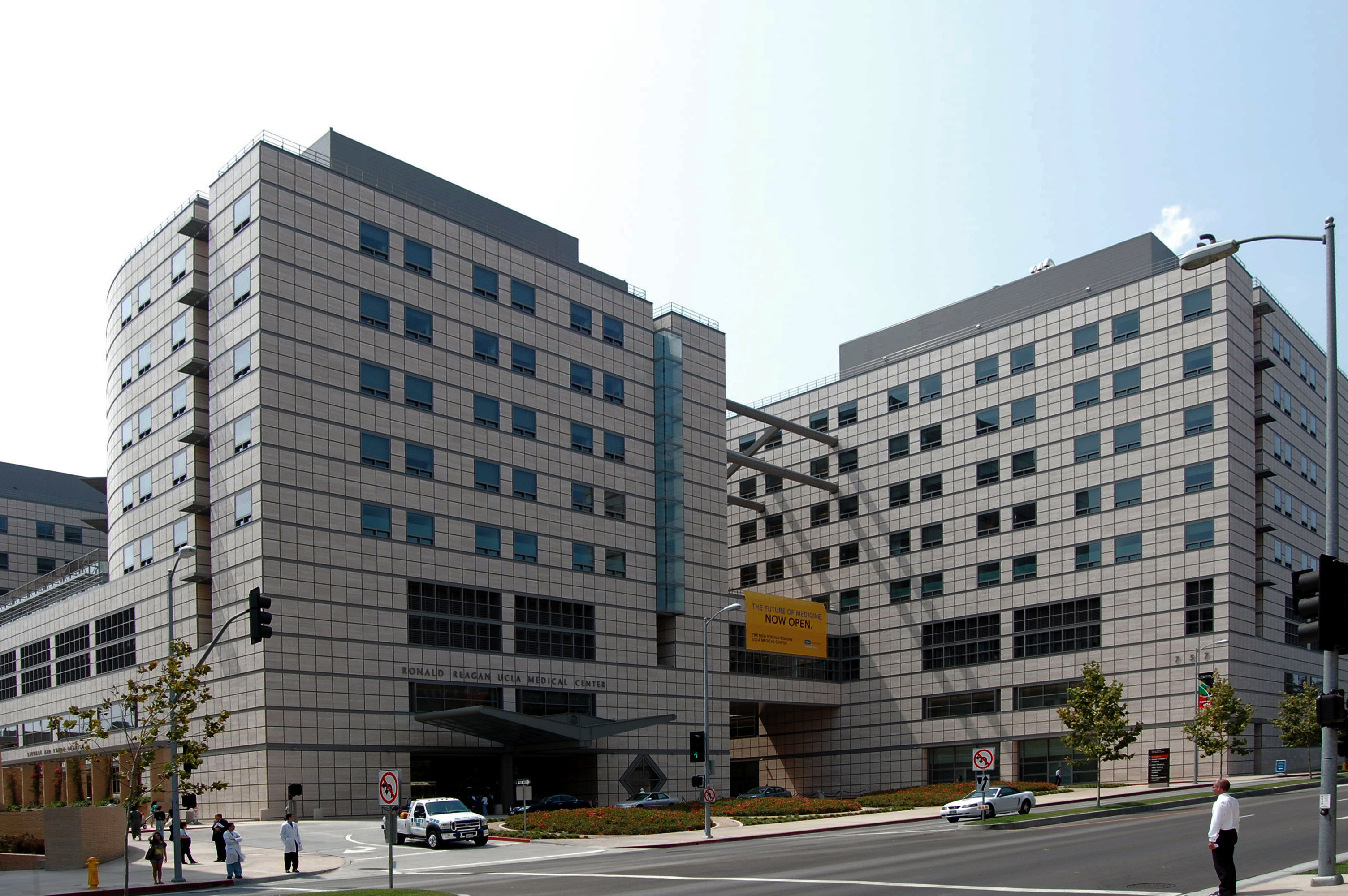
مرکز پزشکی رونالد ریگان دانشگاه کالیفرنیا در لس آنجلس
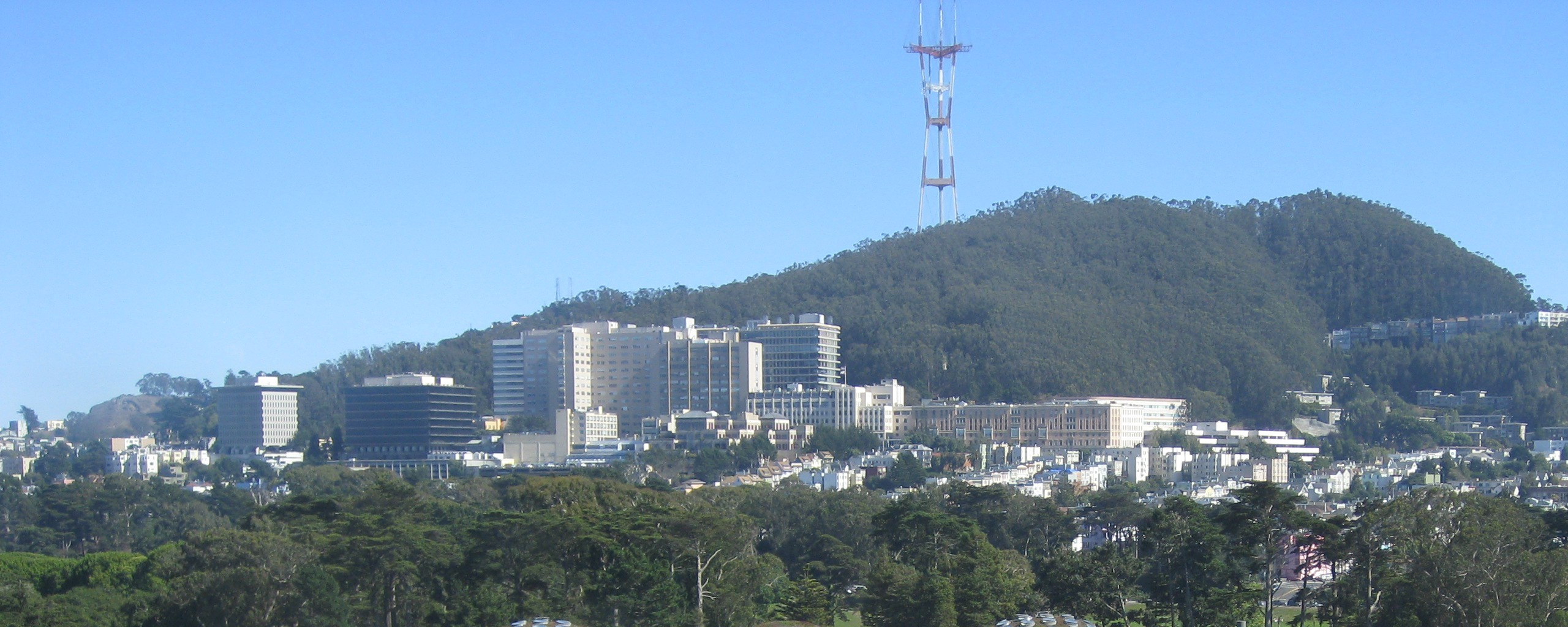
مرکز درمانی دانشگاه کالیفرنیا در سانفرانسیسکو

## رتبه‌بندی بیمارستان‌ها
از لحاظ کیفیت بیمارستانی، نشریه US News & World Report هرساله از میان تقریباً ۵۰۰۰ بیمارستان مهم آمریکا، به رتبه‌بندی ۱۸۰ از برترین این مراکز درمانی در ۱۶ شاخه پزشکی می‌پردازد. رتبه‌بندی کلی عمومی برترین این موسسات در سال ۲۰۰۹ این نشریه عبارتند از:
| رتبه | نام بیمارستان                      | مکان             | تعداد امتیاز در انواع تخصص |
| ---- | ---------------------------------- | ---------------- | -------------------------- |
| ۱    | بیمارستان جانز هاپکینز             | بالتیمور         | ۳۰ امتیاز در ۱۵ شاخه پزشکی |
| ۲    | مِیو کلینیک                         | روچستر، مینه‌سوتا | ۲۸ امتیاز در ۱۵ شاخه پزشکی |
| ۳    | مرکز پزشکی یوسی‌ال‌ای                | لس آنجلس         | ۲۶ امتیاز در ۱۵ شاخه پزشکی |
| ۴    | کلینیک کلیولند                     | کلیولند، اوهایو  | ۲۶ امتیاز در ۱۳ شاخه پزشکی |
| ۵    | بیمارستان عمومی ماساچوست           | بوستون           | ۲۵ امتیاز در ۱۳ شاخه پزشکی |
| ۶    | بیمارستان پرزبترین-نیویورک         | شهر نیویورک      | ۲۴ امتیاز در ۱۳ شاخه پزشکی |
| ۷    | مرکز پزشکی یوسی‌اس‌اف                | سانفرانسیسکو     | ۲۱ امتیاز در ۱۱ شاخه پزشکی |
| ۸    | بیمارستان دانشگاه پنسیلوانیا       | فیلادلفیا        | ۱۹ امتیاز در ۱۲ شاخه پزشکی |
| ۹    | بیمارستان بارنز جویش               | سنت لوئیس        | ۱۷ امتیاز در ۱۲ شاخه پزشکی |
| ۱۰   | بیمارستان زنان و بریگام            | بوستون           | ۱۷ امتیاز در ۱۰ شاخه پزشکی |
| ۱۰   | مرکز پزشکی دانشگاه دوک             | دورهام           | ۱۷ امتیاز در ۱۰ شاخه پزشکی |
| ۱۲   | مرکز پزشکی دانشگاه واشینگتن        | سیتل             | ۱۶ امتیاز در ۸ شاخه پزشکی  |
| ۱۳   | مرکز پزشکی دانشگاه پیتسبورگ        | پیتسبورگ         | ۱۳ امتیاز در ۸ شاخه پزشکی  |
| ۱۴   | سامانه درمانی دانشگاه میشیگان      | آن آربور         | ۱۲ امتیاز در ۸ شاخه پزشکی  |
| ۱۵   | مرکز پزشکی دانشگاه استنفورد        | کالیفرنیا        | ۱۱ امتیاز در ۷ شاخه پزشکی  |
| ۱۶   | مرکز پزشکی دانشگاه وندربیلت        | نشویل            | ۱۱ امتیاز در ۶ شاخه پزشکی  |
| ۱۷   | مرکز پزشکی دانشگاه نیویورک         | شهر نیویورک      | ۱۰ امتیاز در ۷ شاخه پزشکی  |
| ۱۷   | بیمارستان ییل-نیو هیون             | کنتیکت           | ۱۰ امتیاز در ۷ شاخه پزشکی  |
| ۱۹   | مرکز پزشکی ماونت ساینای (کوه سینا) | شهر نیویورک      | ۹ امتیاز در ۷ شاخه پزشکی   |
| ۲۰   | بیمارستان متودیست                  | هیوستون          | ۸ امتیاز در ۷ شاخه پزشکی   |
| ۲۱   | کالج پزشکی دانشگاه اوهایو          | کلمبوس           | ۷ امتیاز در ۶ شاخه پزشکی   |

## رتبه‌بندی دانشگاه‌های علوم پزشکی
بسیاری از مراکز درمانی و پزشکی مستقیما وابسته به یا متعلق به یکی از دانشگاه‌های علوم پزشکی آمریکا هستند. نشریه US News & World Report هرساله از میان ۱۴۶ دانشگاه علوم پزشکی آمریکا، به رتبه‌بندی برترین این مراکز آموزشی-درمانی به‌طور کلی و از دو جنبه پژوهشی و بالینی در ۸ شاخه می‌پردازد. رتبه‌بندی عمومی سال ۲۰۰۹ این نشریه عبارتند از:
| رتبه پژوهشی | نام دانشگاه                            | ایالت           | رتبه بالینی |
| ----------- | -------------------------------------- | --------------- | ----------- |
| ۱           | دانشگاه هاروارد                        | ماساچوست        | ۱۵          |
| ۲           | دانشگاه جانز هاپکینز                   | بالتیمور        | ۳۷          |
| ۳           | دانشگاه پنسیلوانیا                     | پنسیلوانیا      | ۱۲          |
| ۳           | دانشگاه واشنگتن در سنت لوئیس           | میزوری          | ۲۶          |
| ۵           | دانشگاه کالیفرنیا، سان فرانسیسکو       | کالیفرنیا       | ۵           |
| ۶           | دانشگاه دوک                            | کارولینای شمالی | ۴۵          |
| ۶           | دانشگاه استنفورد                       | کالیفرنیا       | ۵۸          |
| ۶           | دانشگاه واشینگتن                       | واشینگتن        | ۱           |
| ۶           | دانشگاه ییل                            | کنتیکت          | ندارد       |
| ۱۰          | دانشگاه کلمبیا                         | نیویورک         | ندارد       |
| ۱۱          | دانشگاه کالیفرنیا، لس آنجلس            | کالیفرنیا       | ۱۰          |
| ۱۱          | دانشگاه میشیگان                        | میشیگان         | ۱۲          |
| ۱۳          | دانشگاه شیکاگو                         | ایلینوی         | ۴۵          |
| ۱۳          | دانشگاه پیتسبورگ                       | پنسیلوانیا      | ۱۷          |
| ۱۵          | دانشگاه کالیفرنیا، سن دیگو             | کالیفرنیا       | ۲۶          |
| ۱۵          | دانشگاه وندربیلت                       | تنسی            | ۴۵          |
| ۱۷          | دانشکده پزشکی بیلور                    | تگزاس           | ۱۷          |
| ۱۸          | دانشگاه کرنل                           | نیویورک         | ۵۸          |
| ۱۹          | دانشگاه نورث‌وسترن                      | ایلینوی         | ۵۱          |
| ۲۰          | دانشگاه کارولینای شمالی در چپل هیل     | کارولینای شمالی | ۲           |
| ۲۰          | مرکز پزشکی دانشگاه تگزاس شعبه جنوب‌غربی | تگزاس           | ۲۹          |
| ۲۲          | دانشگاه اموری                          | جرجیا           | ۴۲          |
| ۲۲          | مدرسه علوم پزشکی مونت ساینای           | نیویورک         | ندارد       |
| ۲۴          | دانشگاه ویرجینیا                       | ویرجینیا        | ۲۹          |
| ۲۵          | دانشگاه کیس وسترن رزرو                 | اوهایو          | ۳۷          |